# NGC 683
NGC 683 is een spiraalvormig sterrenstelsel in het sterrenbeeld Ram. Het hemelobject werd op 17 oktober 1825 ontdekt door de Britse astronoom John Herschel.

## Synoniemen
- PGC 6718
- UGC 1288
- MCG 2-5-47
- ZWG 437.43
- NPM1G +11.0070
- IRAS01471+1127